# 약해 (수학)
약해(弱解, weak solution)는 미분방정식의 해 중 미분불가능한 점이 포함될 수 있는 해이다. 그렇지 않은 해를 강해라고 한다.

## 내용
수학에서 상미분 방정식 또는 편미분 방정식에 대한 약해는 도함수가 모두 존재하지 않을 수 있지만 그럼에도 불구하고 정확하게 정의된 의미에서 방정식을 만족시키는 것으로 간주되는 함수이다. 다양한 종류의 방정식에 적합한 약해에 대한 다양한 정의가 있다. 가장 중요한 것 중 하나는 분포 (해석학)의 개념에 기초한다.
분포의 언어를 피하고 미분 방정식으로 시작하여 방정식 해의 파생어가 나타나지 않는 방식으로 이를 다시 작성한다.(새로운 형식을 약한 공식화(weak formulation)라고 하며 이에 대한 해를 약해라고 함). 다소 놀랍게도 미분 방정식에는 미분 불가능한 해가 있을 수 있다. 그리고 약한 공식을 통해 그러한 해결책을 찾을 수 있다.
실제 현상을 모델링할 때 접하는 많은 미분 방정식은 충분히 매끄러운 솔루션을 허용하지 않으며 이러한 방정식을 푸는 유일한 방법은 약한 공식을 사용하기 때문에 약한 솔루션이 중요하다. 방정식에 미분 가능한 해가 있는 상황에서도 먼저 약해의 존재를 증명하고 나중에서야 그러한 해가 실제로 충분히 매끄럽다는 것을 보여주는 것이 편리한 경우가 많다.

## 같이 보기
- 디랙 델타 함수